# Brualla (Asturias)
Brualla es una entidad de población española de la parroquia de Vitos, perteneciente al concejo de Grandas de Salime, en la comunidad autónoma de Asturias.

## Historia
Hacia mediados del siglo XIX, el lugar ya pertenecía al municipio de Grandas de Salime. Aparece descrito en el cuarto volumen del Diccionario geográfico-estadístico-histórico de España y sus posesiones de Ultramar de Pascual Madoz con las siguientes palabras:

BRUALLA: l. en la prov. de Oviedo, ayunt. y felig. de San Salvador de Grandas de Salime (V.).
(Madoz, 1846, p. 465)

En 2023, la entidad singular de población tenía empadronado un único habitante.